# Eric Wennström

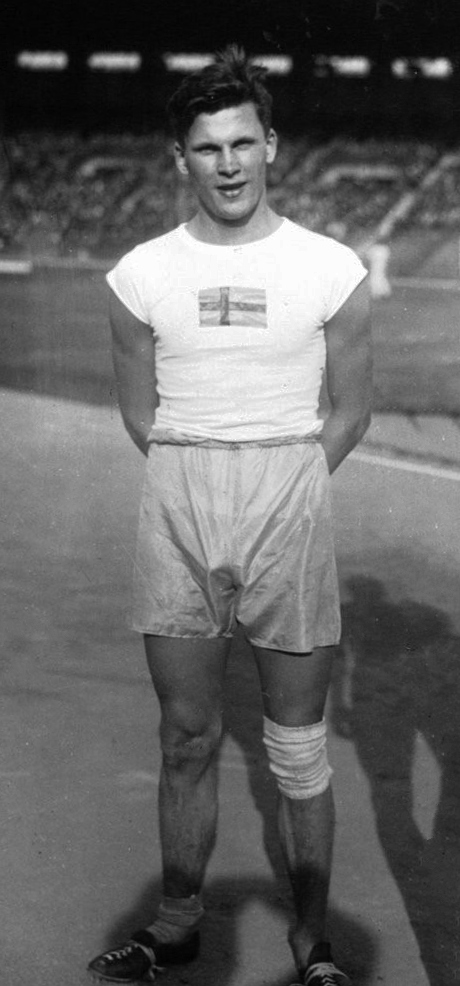
Eric Wennström 1926

Eric Wennström (* 10. März 1909 in Stockholm; † 8. Oktober 1990 ebenda) war ein schwedischer Leichtathlet, der in den späten 1920er-Jahren über 110 Meter Hürden erfolgreich war. Er startete für die Westermalms IF.
Er gewann drei Landesmeisterschaften:
| Jahr     | 1927 | 1929 | 1931 |
| Zeit (s) | 15,3 | 14,9 | 15,0 |

Er nahm an den VIII. Olympischen Sommerspielen 1928 in Amsterdam teil, schied jedoch im Halbfinale aus.
Am 25. August 1929 stellte er in Stockholm mit 14,4 s einen neuen Weltrekord auf, der jedoch schon im folgenden Jahr von Stephen Anderson (USA) eingestellt und ein weiteres Jahr später von Percy Beard (USA) auf 14,2 s gedrückt wurde.